# Bulbophyllum ovale
Bulbophyllum ovale là một loài phong lan thuộc chi Bulbophyllum.